# Spirostreptus aciculatus
Spirostreptus aciculatus är en mångfotingart som beskrevs av Pocock. Spirostreptus aciculatus ingår i släktet Spirostreptus och familjen Spirostreptidae. Inga underarter finns listade i Catalogue of Life.